# Elecciones generales de Honduras de 2001
Las elecciones generales de Honduras de 2001, se realizaron el domingo 25 de noviembre de 2001, serían las primeras del siglo XXI. En ellas se renovaron los titulares de los cargos de elección popular de la República de Honduras, estos son:
- Presidente de Honduras: Jefe de Estado de Honduras que ejercerá las funciones de dirección del Poder Ejecutivo de Honduras por mandato del pueblo. Sustituirá a Carlos Flores Facussé del Partido Liberal.
- 128 diputados al Congreso de Honduras.
- 20 diputados al Parlamento Centroamericano.
- 296 alcaldes y 296 vicealcaldes.

De acuerdo a datos del Registro Nacional de las Personas (RNP), existen 3 437 454 hondureños inscritos en el padrón de votantes.

## Elecciones internas
El candidato oficial del Partido Nacional Ricardo Maduro, nacido en Panamá y de 54 años de edad, era cuestionado según sus opositores para ser un candidato oficial en las elecciones internas, para resolver este problema de nacionalidad, el Tribunal Supremo Electoral de Honduras, solicitó se apartara el candidato y se colocara un representante emergente, en este caso se seleccionó al vicepresidente del Movimiento Arriba Honduras, Luis Cosenza, mientras el caso continuaba en los tribunales constitucionales de la república. En la resolución final, Ricardo Maduro Joest fue aprobado para batirse en las elecciones. 
De igual forma el liberalismo estaba dividido, en su mayoría se apoyaba al profesor Rafael Pineda Ponce de 70 años de edad, expresidente del Congreso Nacional, también del empresario sampedrano Jaime Rosenthal y del emergente líder olanchano Manuel Zelaya y donde Ponce resultaría ganador en los comicios internos.

### Crisis institucional
Ante la popularidad del candidato nacionalista Ricardo Maduro, el gobernante Partido Liberal había emprendido una campaña para destacar su origen panameño y el rechazo a todo lo extranjero. Luego que Maduro inscribiera su movimiento Arriba Honduras, el PLH presentó el 6 de octubre de 2000 una impugnación ante el Tribunal Nacional de Elecciones (TNE) pidiendo la revisión de la nacionalidad de Maduro y de los demás aspirantes a la presidencia. Días después, extendió su impugnación cuestionando la nacionalidad de la madre de Maduro. Anteriormente, el día 4 de octubre, el TNE había excluido a un precandidato de ese movimiento, por lo que Maduro extendió una carta al Comisionado de los Derechos Humanos, Leo Valladares Lanza, preocupado por una posible violación a su derecho de participar como candidato y denunciando una maniobra política del partido de gobierno. El dictamen del Comisionado fue emitido el 19 de octubre, cuando el TSE aun no había decidido sobre la impugnación presentada. Este concluyó como puntos principales:
1. Que Ricardo Maduro era legítimamente hondureño por nacimiento y que había ocupado por el lapso de 18 años cargos públicos que sólo un hondureños por nacimiento podría ocupar, sin haber sido cuestionado
2. Que por los anterior y por haberse realizado la impugnación a último momento luego de 14 meses de funcionamiento del movimiento Arriba Honduras y por parte del partido en el poder; la impugnación parecía una maniobra política para impedir la participación de Maduro
3. Y recomendó al TSE la inmediata inscripción del candidato nacionalista.

## Voto del exterior
El Tribunal electoral hondureño, dispuso 11,070 centros de votación en 5,303 áreas en todo el territorio nacional, y se prepararon centros en las estadounidenses ciudades de Nueva Orleans, Miami, Washington D. C. Nueva York y Los Ángeles. El abstencionismo fue de alrededor de 1.163,213 un 33.73%.   

## Resultados
Ricardo Maduro se alzó con el triunfo en las primeras elecciones del siglo XXI en Honduras. Maduro había prometido en su campaña eliminar la criminalidad en el país, poner freno a las pandillas, cambiar el rumbo económico y afianzarse en promover una educación de mayor calidad. Sus designados presidenciales fueron: Vicente Williams, Armida de López y Alberto Díaz.

### Presidente
| Partido                   | Partido                                             | Candidatos                | Votos     | %      |
| ------------------------- | --------------------------------------------------- | ------------------------- | --------- | ------ |
|                           | Partido Nacional de Honduras                        | Ricardo Maduro            | 1.137.734 | 52,21  |
|                           | Partido Liberal de Honduras                         | Rafael Pineda             | 964.590   | 44,26  |
|                           | Partido Innovación y Unidad-Socialdemócratas (PINU) | Olban Valladares Ordóñez  | 31.666    | 1,45   |
|                           | Partido Demócrata Cristiano (PDC)                   | Marco Orlando Iriarte     | 24.102    | 1,11   |
|                           | Unificación Democrática (UD)                        | Matías Funes Valladares   | 21.089    | 0,97   |
|                           |                                                     |                           |           |        |
| Votos válidos             | Votos válidos                                       | Votos válidos             | 2.179.181 | 95,36  |
| Votos nulos               | Votos nulos                                         | Votos nulos               | 81.959    | 3,59   |
| Votos en blanco           | Votos en blanco                                     | Votos en blanco           | 23.927    | 1,05   |
| Total                     | Total                                               | Total                     | 2.285.067 | 100,00 |
| Registrados/Participación | Registrados/Participación                           | Registrados/Participación | 3.448.280 | 66,27  |

#### Resultados por Departamento
| Departamento      | Liberal | PDC    | PINU-SD | UD     | Nacional  |
| ----------------- | ------- | ------ | ------- | ------ | --------- |
| Departamento      |         |        |         |        |           |
| Atlántida         | 44.104  | 791    | 1936    | 750    | 55.457    |
| Colón             | 30.220  | 652    | 575     | 2.622  | 31.397    |
| Comayagua         | 58.647  | 855    | 1.150   | 909    | 58.906    |
| Copán             | 48.602  | 671    | 918     | 579    | 51.673    |
| Cortés            | 144.873 | 2.794  | 7.189   | 3.065  | 197.816   |
| Choluteca         | 57.611  | 1.745  | 839     | 629    | 75.584    |
| El Paraíso        | 67.544  | 1.059  | 901     | 767    | 57.746    |
| Francisco Morazán | 181.956 | 4.501  | 10.534  | 6.139  | 244.102   |
| Gracias a Dios    | 6.047   | 205    | 302     | 39     | 5.595     |
| Intibucá          | 23.412  | 970    | 737     | 997    | 33.211    |
| Islas de la Bahía | 4.681   | 54     | 77      | 37     | 6.312     |
| La Paz            | 25.342  | 797    | 591     | 1.814  | 26.268    |
| Lempira           | 35.416  | 937    | 1.007   | 487    | 45.753    |
| Ocotepeque        | 21.406  | 578    | 508     | 177    | 18.140    |
| Olancho           | 61.923  | 1.311  | 1.395   | 1.083  | 64.288    |
| Santa Bárbara     | 61.722  | 1.076  | 1.033   | 1.939  | 63.961    |
| Valle             | 25.217  | 545    | 398     | 199    | 29.703    |
| Yoro              | 64.083  | 1.515  | 1.471   | 1.843  | 69.653    |
| Voto del exterior | 2.144   | 33     | 105     | 27     | 2.169     |
| Total             | 964.590 | 21.089 | 31.666  | 24.102 | 1.137.734 |

### Congreso Nacional
| Partido                   | Partido                                             | Votos     | %      | Escaños | +/-   |
| ------------------------- | --------------------------------------------------- | --------- | ------ | ------- | ----- |
|                           | Partido Nacional de Honduras (PNH)                  | 967.733   | 46,43  | 61      | +6    |
|                           | Partido Liberal de Honduras (PLH)                   | 850.290   | 40,82  | 55      | -17   |
|                           | Partido Innovación y Unidad-Socialdemócratas (PINU) | 95.049    | 4,56   | 4       | +1    |
|                           | Unificación Democrática (UD)                        | 92.818    | 4,46   | 5       | +4    |
|                           | Partido Demócrata Cristiano (PDC)                   | 76.886    | 3,73   | 3       | +1    |
|                           |                                                     |           |        |         |       |
| Votos válidos             | Votos válidos                                       | 2.082.786 | 91,38  |         |       |
| Votos nulos               | Votos nulos                                         | 64.515    | 2,83   |         |       |
| Votos en blanco           | Votos en blanco                                     | 132.065   | 5,79   |         |       |
| Total                     | Total                                               | 2.279.366 | 100,00 | 128     | -5    |
| Registrados/Participación | Registrados/Participación                           | 3.437.454 | 66,31  | -4.76   | -4.76 |

#### Resultados por Departamento
| Departamento      | Liberal | PDC    | PINU   | UD     | Nacional |
| ----------------- | ------- | ------ | ------ | ------ | -------- |
| Departamento      |         |        |        |        |          |
| Atlántida         | 43.266  | 2.413  | 4.309  | 1.871  | 47.251   |
| Colón             | 25.850  | 2.657  | 930    | 5.905  | 27.265   |
| Comayagua         | 54.285  | 2.495  | 4.012  | 3.156  | 50.897   |
| Copán             | 46.735  | 1.012  | 1.882  | 1.183  | 49.106   |
| Cortés            | 126.635 | 14.797 | 23.590 | 13.193 | 158.025  |
| Choluteca         | 51.887  | 5.688  | 2.215  | 2.767  | 68.048   |
| El Paraíso        | 61.640  | 2.361  | 1.986  | 5.128  | 51.529   |
| Francisco Morazán | 143.898 | 21.808 | 38.716 | 34.545 | 189.216  |
| Gracias a Dios    | 6.077   | 293    | 360    | 54     | 5.196    |
| Intibucá          | 19.180  | 1.725  | 1.193  | 2.448  | 30.562   |
| Islas de la Bahía | 4.894   | 82     | 102    | 64     | 5.651    |
| La Paz            | 22.250  | 1.431  | 718    | 7.130  | 21.536   |
| Lempira           | 33.730  | 1.226  | 2.052  | 685    | 43.147   |
| Ocotepeque        | 19.477  | 790    | 639    | 315    | 17.999   |
| Olancho           | 54.198  | 5.985  | 5.622  | 2.811  | 56.516   |
| Santa Bárbara     | 55.237  | 5.436  | 1.728  | 4.900  | 58.581   |
| Valle             | 23.344  | 1.542  | 1.342  | 398    | 27.882   |
| Yoro              | 57.707  | 5.145  | 3.663  | 6.265  | 59.326   |
| Total             | 850.290 | 76.886 | 95.059 | 92.818 | 967.733  |

### Coorporaciones Municipales
| Partido                   | Partido                                             | Votos     | %      | Alcaldes |
| ------------------------- | --------------------------------------------------- | --------- | ------ | -------- |
|                           | Partido Nacional de Honduras (PNH)                  | 1.050.675 | 48,56  | 140      |
|                           | Partido Liberal de Honduras (PLH)                   | 956.155   | 44,19  | 155      |
|                           | Partido Demócrata Cristiano (PDC)                   | 61.813    | 2,86   | 3        |
|                           | Unificación Democrática (UD)                        | 48.969    | 2,26   | 0        |
|                           | Partido Innovación y Unidad-Socialdemócratas (PINU) | 46.296    | 2,13   | 0        |
|                           |                                                     |           |        |          |
| Votos válidos             | Votos válidos                                       | 2.163.766 | 94,88  |          |
| Votos nulos               | Votos nulos                                         | 76.157    | 3,33   |          |
| Votos en blanco           | Votos en blanco                                     | 40.905    | 1,79   |          |
| Total                     | Total                                               | 2.280.972 | 100,00 | 298      |
| Registrados/Participación | Registrados/Participación                           | 3.437.454 | 66,36  |          |

#### Detalle de las ciudades más importantes
| Partido | Partido                                      | Distrito Central      | Distrito Central | Distrito Central                                           | San Pedro Sula | San Pedro Sula | San Pedro Sula                                             |
| Partido | Partido                                      | Candidato             | Votos            | Estadísticas                                               | Candidato      | Votos          | Estadísticas                                               |
| ------- | -------------------------------------------- | --------------------- | ---------------- | ---------------------------------------------------------- | -------------- | -------------- | ---------------------------------------------------------- |
|         | Partido Liberal                              | Desconocido           | 114015 (33.31%)  | Válidos: 344693 Nulos: 7044 Blancos: 3314 Emitidos: 355051 | Desconocido    | 77105 (43.63%) | Válidos: 176742 Nulos: 3778 Blancos: 2548 Emitidos: 183068 |
|         | Partido Demócrata Cristiano                  | Desconocido           | 6089 (1.77%)     | Válidos: 344693 Nulos: 7044 Blancos: 3314 Emitidos: 355051 | Desconocido    | 2298 (1.30%)   | Válidos: 176742 Nulos: 3778 Blancos: 2548 Emitidos: 183068 |
|         | Partido Innovación y Unidad-Socialdemócratas | Desconocido           | 6273 (1.82%)     | Válidos: 344693 Nulos: 7044 Blancos: 3314 Emitidos: 355051 | Desconocido    | 4059 (2.30%)   | Válidos: 176742 Nulos: 3778 Blancos: 2548 Emitidos: 183068 |
|         | Unificación Democrática                      | Desconocido           | 6428 (1.86%)     | Válidos: 344693 Nulos: 7044 Blancos: 3314 Emitidos: 355051 | Desconocido    | 5237 (2.96)    | Válidos: 176742 Nulos: 3778 Blancos: 2548 Emitidos: 183068 |
|         | Partido Nacional                             | Miguel Rodrigo Pastor | 211086 (61.24%)  | Válidos: 344693 Nulos: 7044 Blancos: 3314 Emitidos: 355051 | Oscar Kilgore  | 88043 (49.81%) | Válidos: 176742 Nulos: 3778 Blancos: 2548 Emitidos: 183068 |